# 北海道道1075号新得停車場線

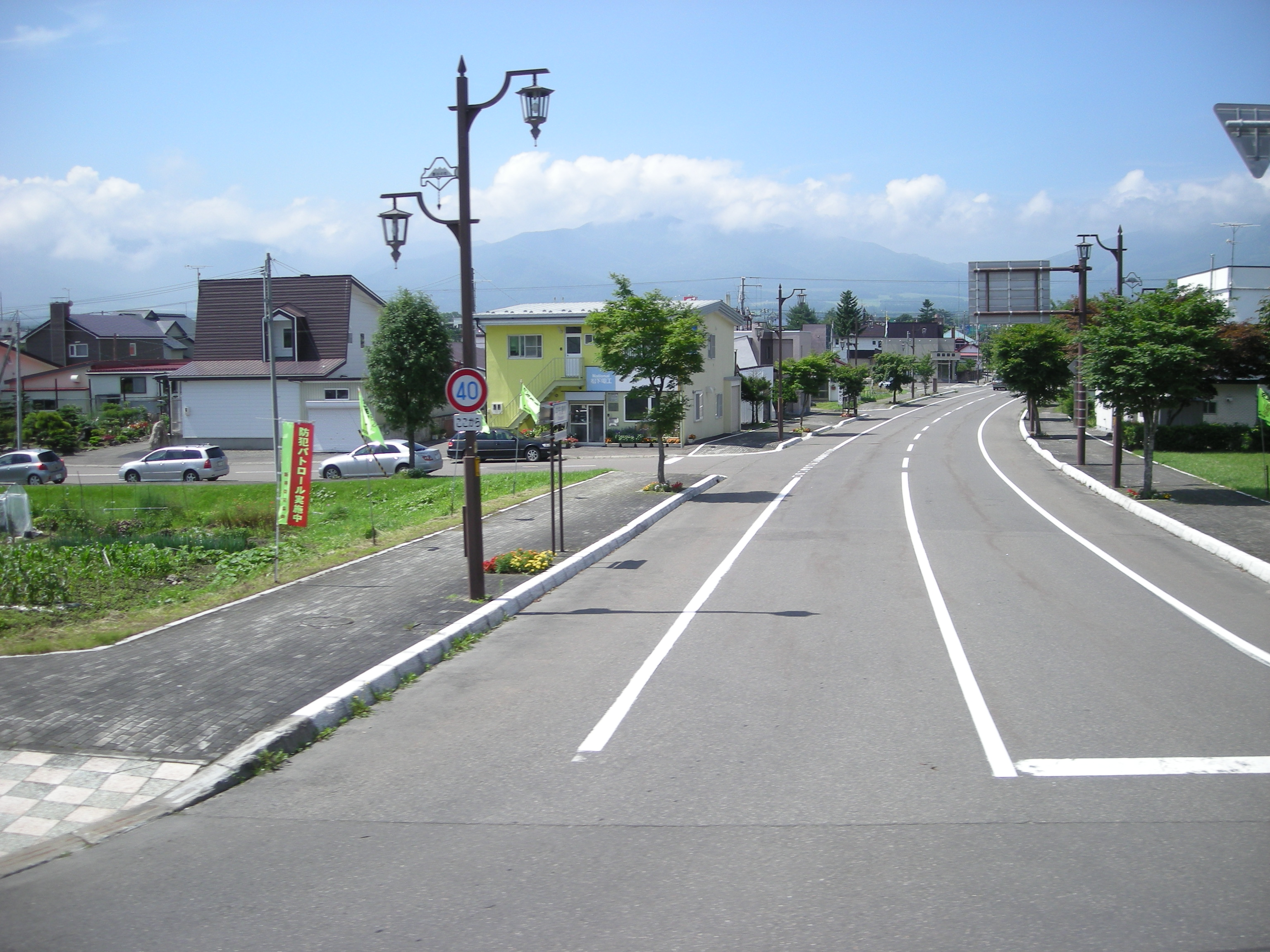
北海道道1075号新得停車場線（終点）

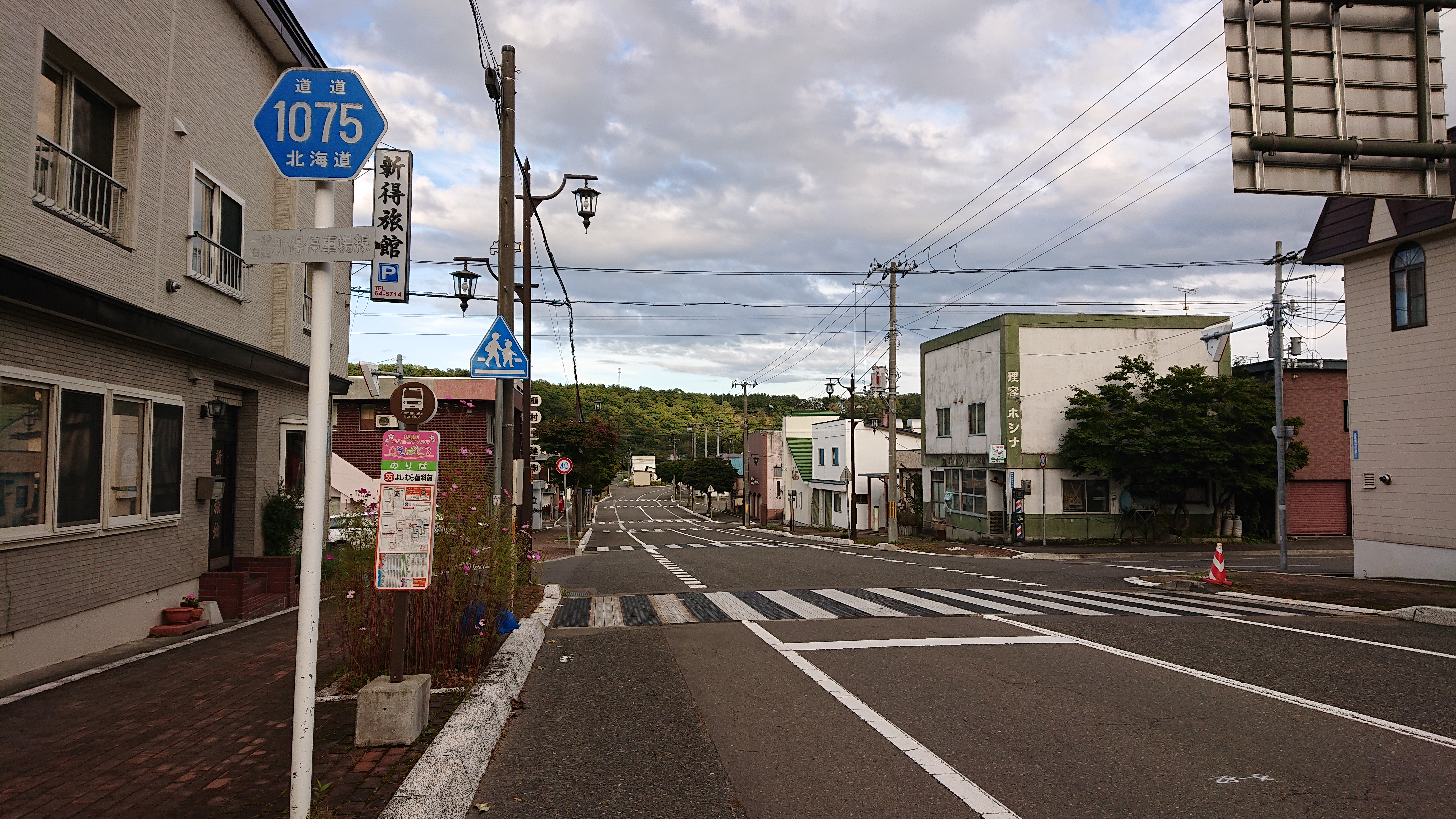
北海道道1075号新得停車場線（起点）

北海道道1075号新得停車場線（ほっかいどうどう1075ごう しんとくていしゃじょうせん）は、北海道上川郡新得町内を結ぶ一般道道である。

## 概要

### 路線データ
- 起点：北海道上川郡新得町本通（JR北海道 根室本線・石勝線 新得駅）
- 終点：北海道上川郡新得町4条（国道38号交点）
- 総延長：0.458 km
- 実延長：0.444 km
- 重用延長：0.014 km

### 道路管理者
- 十勝総合振興局 帯広建設管理部 鹿追出張所

## 歴史
- 1987年（昭和62年）3月31日 - 路線認定[1]。

## 地理

### 通過する自治体
- 十勝総合振興局
  - 上川郡新得町

### 交差する道路
新得町
- 国道38号 - 新得町4条（終点）